# 北多久町
北多久町（きたたくまち）は、佐賀県小城郡にあった町。現在の多久市の一部にあたる。

## 地理
多久盆地の北西部に位置していた。
- 河川：今出川、牛津川、山犬原川、小侍川[2]
- 山岳：天山、笠頭山、女山（船山）[2]

## 歴史
- 1889年（明治22年）4月1日、町村制の施行により、小城郡多久原村、小侍村が合併して村制施行し、北多久村（きたたくむら）が発足[1][2]。旧村名を継承した多久原、小侍の2大字を編成[2]。
- 1902年（明治35年）莇原郵便局開設[2]
- 1913年（大正2年）電気点灯[2]
- 1930年（昭和5年）多久原郵便局開設[2]
- 1949年（昭和24年）4月1日、町制施行し北多久町となる[2]。
- 1954年（昭和29年）10月1日、小城郡東多久村、南多久村、多久村、西多久村と合併し、市制施行し多久市を新設して廃止された[1][2]。合併後、多久市北多久町多久原・北多久町小侍となる[2]。

## 産業
- 農業、商業、工業[2]
- 産物：米、麦、クリ、ソバ、切干大根、石炭[2]
- 番所では1908年（明治41年）産業組合を設立し、原野を開墾してミカン栽培を進めた[2]。
- 養蚕は1930年（昭和5年）に最盛期を迎えた[2]。

### 鉱山
- 柚木原炭鉱[2]
- 多久炭鉱（のち立山炭鉱）[2]
- 正院谷炭鉱[2]
- 坂口炭鉱[2]
- 茂平炭鉱[2]
- 伝原炭鉱[2]
- 上の原炭鉱[2]
- 蜂の巣炭鉱[2]

以上の中小炭鉱が存在したが、1931年（昭和6年）には柚木原炭鉱、蜂の巣炭鉱のみが出炭を継続していた。その後、1936年（昭和11年）多久炭鉱、1941年（昭和16年）柚木原炭鉱、1943年（昭和18年）立山鉱業所、1948年（昭和23年）古賀山鉱業所が設立され、再び石炭産業が発展した。

## 交通

### 鉄道
- 1899年（明治32年）唐津興業鉄道（唐津鉄道）厳木駅 - 莇原駅（現多久駅）間が開通[2]。
- 1903年（明治36年）九州鉄道唐津線莇原駅 - 久保田駅間が開通して国有鉄道長崎本線と連絡し別府駅（東多久駅）開設[2]。

### 乗合馬車・自動車
- 1915年（大正4年）多久西町 - 莇原間に6人乗り高等馬車運行[2]。
- 1919年（大正8年）西多久 - 莇原間に乗合自動車を運行し、さらに武雄 - 莇原間の運行を行う[2]。

## 教育
1895年（明治28年）多久原尋常高等小学校、小侍尋常高等小学校が合併し、北多久尋常高等小学校となる。